# Diplocephalus procer
Diplocephalus procer là một loài nhện trong họ Linyphiidae.
Loài này thuộc chi Diplocephalus. Diplocephalus procer được Eugène Simon miêu tả năm 1884.